# Флаг Одесской области
Флаг Оде́сской области (укр. Прапор Одеської області) является символом Одесской области Украины, утверждённый 21 февраля 2002 года.

## Описание
Флаг представляет собой полотнище с соотношением ширины к длине как 2:3 с вертикальным расположением равновеликих полос: жёлтой, синей и белой. В центре на синей полосе размещён герб области (без венка).